# Somewhere (West Side Story)
Somewhere is een nummer van de Broadwaymusical West Side Story uit 1957, waarvan in 1961 een film werd gemaakt. De muziek is gecomponeerd door Leonard Bernstein met tekst van Stephen Sondheim.
Het nummer is door veel artiesten uitgebracht, waaronder P.J. Proby (1964), The Supremes (1965), Tom Waits (1978), Barbra Streisand (1985), Zinatra (1988), Phil Collins (1996) en de Pet Shop Boys (1997).

## P.J. Proby
In 1964 bracht de Amerikaanse zanger P.J. Proby zijn versie van Somewhere uit. De single bereikte de hitlijsten in Engeland (nummer 6) en diverse andere  Europese landen alsook in Australië (nummer 7).

### Tracklist

#### 7" Single
Liberty
1. Somewhere
2. Just like him

### Hitnotering
| Somewhere          | Somewhere             | Somewhere | Somewhere | Somewhere | Somewhere        |
| Hitlijst           | Datum van binnenkomst | Week:     | 1         | 2         | Laatste notering |
| ------------------ | --------------------- | --------- | --------- | --------- | ---------------- |
| Nederlandse Top 40 | 30-01-1965            | Positie:  | 39        | 33        | 06-02-1965       |